# Athens (Texas)
Athens ist eine Stadt im Henderson County im Bundesstaat Texas der USA und Sitz der Countyverwaltung (County Seat). Das U.S. Census Bureau hat bei der Volkszählung 2020 eine Einwohnerzahl von 12.857 ermittelt.

## Geographie
Die Stadt liegt nordöstlich des geographischen Zentrums von Texas, jeweils etwa 120 Kilometer von Louisiana, Arkansas und Oklahoma entfernt, ebenso etwa 110 Kilometer südöstlich von Dallas gelegen. Sie hat eine Fläche von 44 km², davon 6,1 km² Wasserfläche.

## Kultur
Athens unterhält eine Bibliothek mit rund 52.500 Büchern, 1550 Audio- und 840 Video-Dokumenten. Es gibt ein College, drei öffentliche und fünf private High Schools sowie sechs Grund- und Mittelschulen. Weitere Colleges und Universitäten gibt es im Umkreis von 50 Kilometern.

## Religion
In Athens gibt es derzeit 61 verschiedene Kirchen aus 18 unterschiedlichen Konfessionen. Unter den zu einer Konfession gehörenden Kirchen ist die Baptistengemeinde mit 31 Kirchen am stärksten vertreten. Weiterhin gibt es zehn zu keiner Konfession gehörende Kirchen (Stand: 2004).

## Demographie
Das durchschnittliche Einkommen eines Haushalts in der Stadt liegt bei 29.372 USD, das durchschnittliche Einkommen einer Familie bei 35.359 USD. Männer haben ein durchschnittliches Einkommen von 27.388 USD gegenüber den Frauen mit durchschnittlich 19.375 USD. Das Pro-Kopf-Einkommen liegt bei 16.561 USD. 18,3 % der Einwohner und 14,7 % der Familien leben unterhalb der Armutsgrenze.

26,4 % der Einwohner sind unter 18 Jahre alt und auf 100 Frauen ab 18 Jahren und darüber kommen statistisch 83,3 Männer. Das Durchschnittsalter beträgt 35 Jahre. (Stand: 2000).

## Kriminalität
Die Kriminalitätsrate hat einen Index von 288,1 Punkte. (Vergl. US-Landesdurchschnitt: 330,6 Punkte) (höhere Punkte bedeuten höhere Kriminalität)

2002 gab es 3 Vergewaltigungen, 16 Raubüberfälle, 101 tätliche Angriffe auf Personen, 152 Einbrüche, 344 Diebstähle und 34 Autodiebstähle.

## Persönlichkeiten
- J. Quinton Johnson (* 1994), Sänger und Schauspieler